# Dietmar Prammer

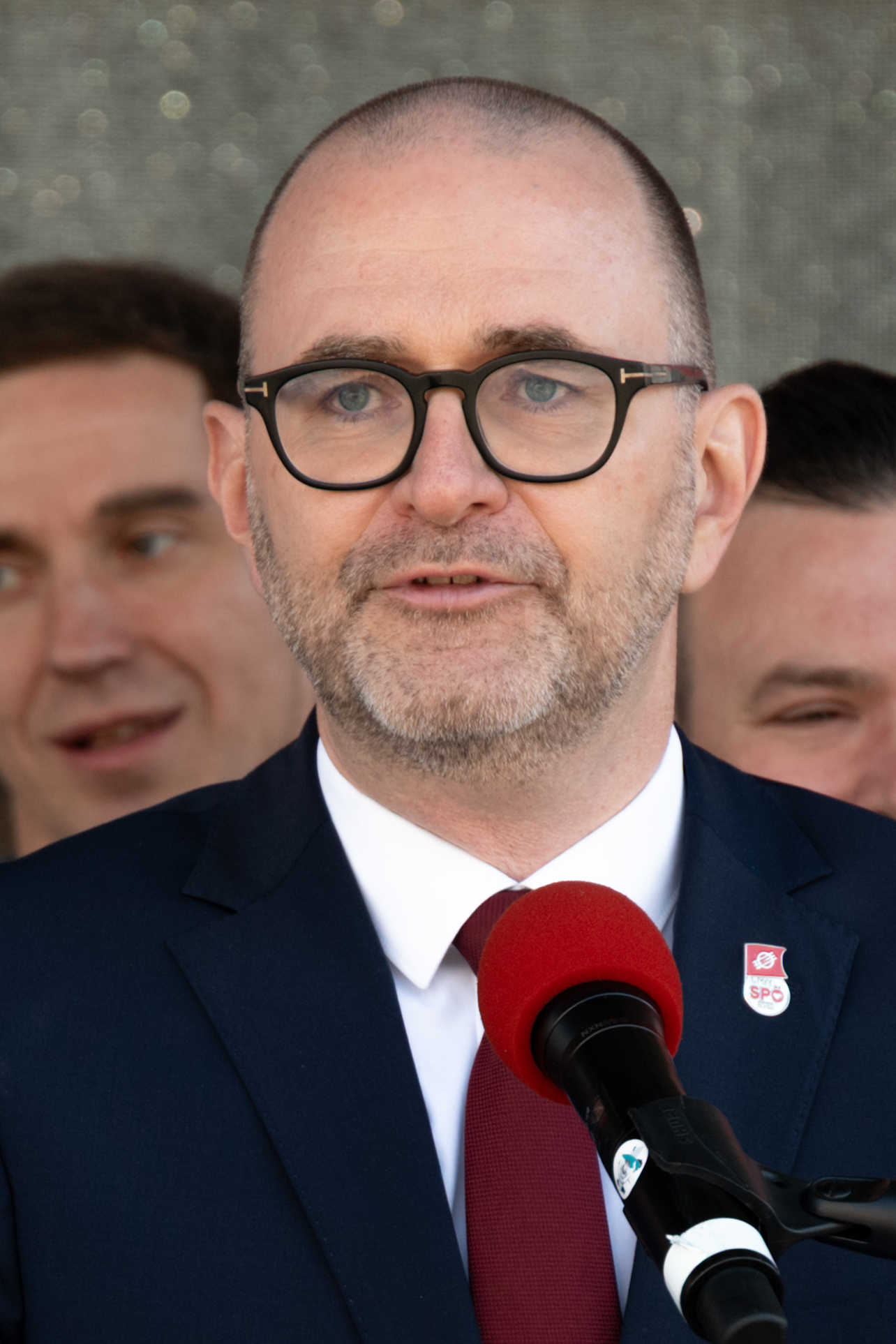
Dietmar Prammer (2025)

Dietmar „Didi“ Prammer (geboren am 9. September 1974) ist ein österreichischer Politiker der Sozialdemokratischen Partei Österreichs. Am 26. September 2024 übernahm er – als Erster Vizebürgermeister – geschäftsführend die Aufgaben des Bürgermeisters von Linz. Er war auch der Kandidat seiner Partei für die Bürgermeisterwahl im Jänner 2025. Am 26. Jänner 2025 gewann er die Stichwahl und wurde am 6. Februar 2025 als Bürgermeister der Stadt Linz angelobt.

## Werdegang
Prammer war Ministrant und Pfadfinder. Seit Jugendtagen ist er in der SPÖ und deren Vorfeldorganisationen tätig – beispielsweise als politischer Sekretär von AKS und SJ Linz oder als Geschäftsführer der IKS an der Johannes Kepler Universität, an welcher er ein Diplomstudium in Rechtswissenschaften absolvierte. Es folgte ein Masterstudium in Unternehmensführung an der Hamburger Fern-Hochschule. Er arbeitete als selbständiger Werbegrafiker, um sich seine Studien zu finanzieren, dann im SPÖ-Landtagsklub und im Büro von Landesrätin Birgit Gerstorfer. 2017 wurde er Mitglied des Linzer Gemeinderats, 2020  Aufsichtsratsvorsitzender der Wohnbaugenossenschaft GWG. Seit 2021 ist er Mitglied der Linzer Stadtregierung und seither als Stadtrat für Wohnbau, Stadtplanung und Bau zuständig. Am 26. September 2024 übernahm er als Erster Vizebürgermeister geschäftsführend die Aufgaben des Linzer Bürgermeisters.
Er wurde am 26. August 2024 von der SPÖ-Bezirksparteiorganisation Linz einstimmig als Bürgermeisterkandidat nominiert und in einem Mitgliedervotum mit 95,5 Prozent aller Stimmen zum Stadtparteivorsitzenden und zum Kandidaten der SPÖ Linz für die Bürgermeisterwahl gewählt. Die vorzeitige Wahl des Linzer Bürgermeister wurde notwendig nach dem Rücktritt des langjährigen Amtsinhabers Klaus Luger Anfang September 2024 in Folge des Skandals um das Brucknerhaus. Bei der Wahl am 12. Jänner erreichte er 40,2 % der abgegebenen Stimmen. Damit wurde die für 26. Jänner angesetzte Stichwahl zwischen Prammer und Michael Raml, dem Kandidaten der FPÖ, notwendig.
Bei der Stichwahl wurde er mit 77,1 % der abgegebenen Stimmen zum Bürgermeister gewählt und am 6. Februar 2025 als solcher angelobt.

## Privates
Prammer lebt in einer Lebensgemeinschaft.